# 卡迪尼山脈

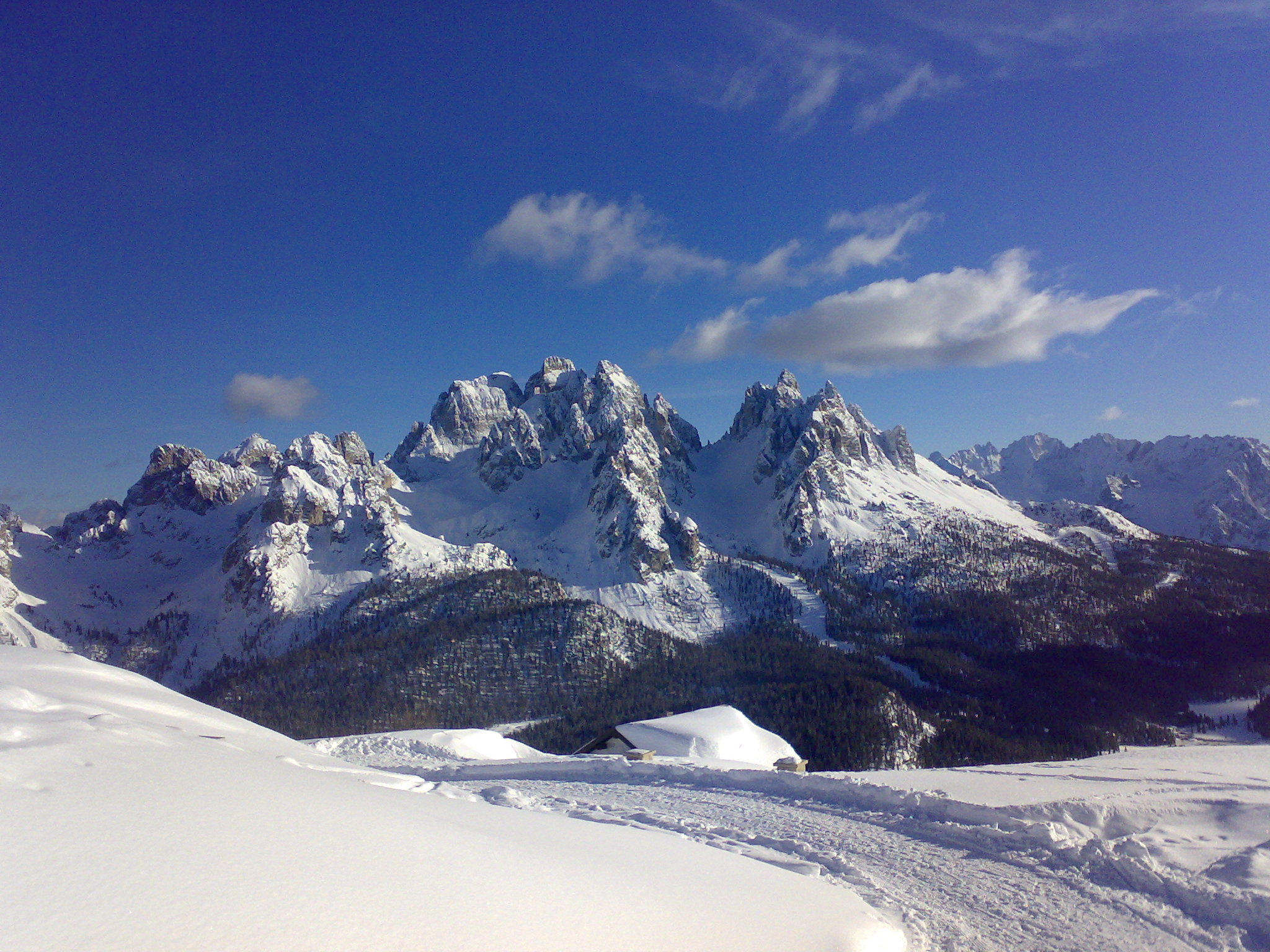

46°34′46″N 12°17′14″E / 46.579331°N 12.287181°E
卡迪尼山脈（義大利語：Cadini di Misurina），是意大利的山脈，位於該國東北部，由貝盧諾省負責管轄，屬於多洛米蒂山的一部分，處於奧龍佐迪卡多雷以西，海拔高度2,839米。